# ヘンリー・コーンウォリス
ヘンリー・コーンウォリス（英語: Henry Cornwallis、1740年9月10日 – 1761年4月）は、グレートブリテン王国の庶民院議員。

## 生涯
初代コーンウォリス伯爵チャールズ・コーンウォリスとエリザベス・タウンゼンド（Elizabeth Townshend、1785年12月1日没、第2代タウンゼンド子爵チャールズ・タウンゼンドの娘）の次男として、1740年9月10日に生まれた。
1753年から1754年までイートン・カレッジで教育を受けた後、1755年にエンサインとして近衛歩兵第一連隊に入隊、1758年に第13歩兵連隊の大尉に昇進した。
1761年イギリス総選挙で未成年ながらアイ選挙区で庶民院議員に当選したが、ドイツからの帰路の最中、1761年4月に死去した。生涯未婚だった。